# حمام شهر بهمن
حمام شهر بهمن مربوط به دوره قاجار - دوره پهلوی اول است و در بهمن، بافت قدیمی شهر واقع شده و این اثر در تاریخ ۲۵ اسفند ۱۳۷۹ با شمارهٔ ثبت ۳۴۲۶ به‌عنوان یکی از آثار ملی ایران به ثبت رسیده است.